# Aopodisma subaptera
Aopodisma subaptera är en insektsart som först beskrevs av Morgan Hebard 1924.  Aopodisma subaptera ingår i släktet Aopodisma och familjen gräshoppor. Inga underarter finns listade i Catalogue of Life.